# Patrick Wiencek
Patrick Wiencek (Duisburg, 22 marzo 1989) è un ex pallamanista tedesco.

## Palmares

### Club

#### Competizioni nazionali
- Handball-Bundesliga: 6

Kiel: 2012-13, 2013-14, 2014-15, 2019-20, 2020-21, 2022-23
- Coppa di Germania: 5

Kiel: 2012-13, 2016-17, 2018-19, 2021-22, 2024-25
- Supercoppa di Germania: 6

Kiel: 2012, 2014, 2020, 2021, 2022, 2023

#### Competizioni internazionali
- Coppa delle Coppe: 1

Gummersbach: 2010-11
- EHF Cup: 1

Kiel: 2018-19
- EHF Champions League: 1

Kiel: 2019-20

### Nazionale
- Olimpiadi

 Rio de Janeiro 2016